# 青空小夏
青空 小夏（あおぞら こなつ、1989年7月26日 - ）は、日本の元AV女優。ティーパワーズ所属。

## 略歴
- 山形県出身。
- 身長：152cm
- スリーサイズ：B98（Gカップ）・W58・H84
- 血液型：O型
- 趣味：ダンス
- 特技：水泳
- ペット：犬（ロングコートチワワとポメラニアンの雑種）

## 作品

### イメージビデオ
2009年
- ゲキ着!IDOL こなつ(5月7日、グラマラスキャンディ)

### アダルトビデオ
2009年
- SUPER GIRL DEBUT（5月13日、嵐を呼ぶスーパーガール）
- MY DEAR SISTER（6月13日、嵐を呼ぶスーパーガール）
- お父さん大好きっ!（7月13日、嵐を呼ぶスーパーガール）
- 初セル♪kawaii*デビュ→4回エッチッチ!（8月25日、kawaii*）
- おっパイがいっパイ（9月25日、kawaii*）
- 巨乳メイドにザーメンシャワー（10月13日、MOODYZ）
- 学園の爆乳アイドルに連続中出し（11月13日、MOODYZ）

2010年
- 社長令嬢自己犠牲レイプ 私は愛する者を守るために犯される…。（1月7日、アタッカーズ）
- 青空小夏×初めてのアナル生姦（2月18日、SODクリエイト）
- 女のカラダは低身長巨大乳で選ぶ。（4月13日、E-BODY）
- 噂の美巨乳素人 B98(G)…2（5月17日、ケイ・エム・プロデュース）
- 超巨乳看護婦がイクッ!!（6月24日、SODクリエイト）共演:松すみれ、三浦芽依
- メガザーメン一発大量顔射 4（6月25日、レアル・ワークス）出演:茉莉花、藤崎クロエ、吉川ななこ、瀬奈涼、山口あずさ、杏堂なつ、和希セイラ、桜あい、野波美伽
- 私立 裸エプロン女学園（7月22日、SODクリエイト）共演:成瀬心美、みづなれい、なのかひより、落合玲子
- ヤリサー温泉旅行（8月27日、ケイ・エム・プロデュース）共演:成瀬心美、可愛りん
- 極上巨乳4人娘がイク!!プールサイドでお客さんにバレない様にオマ○コいじられまくりのアルバイト（11月18日、SODクリエイト）共演:春咲あずみ、森ななこ、藤崎クロエ

2011年
- 同級生（1月20日、ピーターズ）共演:北川瞳
- Hカップ98cmマゾ乳 生中出し (1月23日、ゲインコーポレーション)
- 妹のボイン、発育チューに感度チェック 2 Gカップ98cm こなつ（2月25日、チェリーズ）
- ボイン大好きしょう太くんのHなイタズラ 青空小夏の田舎から上京してきた従姉（5月5日、グローリークエスト）
- 最強この女のカラダ最強です。（5月13日、アップス(UP'S)）
- OPPAIナーススペシャル ロリ中出し3時間40分（5月19日、OPPAI）共演:成瀬心美、北川瞳、仁科百華
- レズ専用デリヘル嬢の超イケメン美女が極上巨乳をとことんイカすレズビアン（8月19日、クロス）共演：夏希蘭、他出演：伊沢美春、小柳まりん
- 巨乳人妻温泉 イヤシの宿 3（11月11日、LEO）他出演：優木ひかる、西園けい
- 私立泡姫商業 ソープ部女子校生（12月1日、MOODYZ）共演:成瀬心美、大槻ひびき、瀬名あゆむ
- とってもHなメニューが盛りだくさんのハミ乳巨乳レストラン 〜僕のバイト編〜（12月23日、ケイ・エム・プロデュース）他出演:さとう遥希、南野あかり

2012年
- Boin「青空小夏」Box 美巨乳OLのセクハラ凌辱（1月1日、ABC/妄想族）
- むっちりロリ巨乳娘のエッチなスク水授業（1月13日、I.B.WORKS）
- 女子校生のオマ○コ汁 VOL.6（1月20日、OFFICE K’S）共演:小西友梨、羽鳥みか、雨宮琴音
- ザ・復讐映像 巨乳女子校生 殴られた。その殴った男のカノジョ『女子校生』にオヤジが中出し（1月25日、サイドビー）
- JKおまんこドUPオナニー 1（2月17日、OFFICE K’S）共演:羽鳥みか、雨宮琴音、つくし、ひな
- ママの大きなおっぱいは僕のモノ（2月19日、ABC/妄想族）
- 24人の女子校生スカート尻コキ（3月1日、Fetishist/妄想族）共演:長谷川しずく、加藤なつみ、栗林里莉、有村千佳、優木ひかる、椎名ひかる、橘ひなた、藤原ひとみ、友田彩也香、西野花梨、希咲あや、結月小春、木島るみ、つぼみ、桐島あんな、北原瞳、宮崎りか、千歳ゆきの、南ちえり、花野マリア、北原えれな、みづなれい、霜島あんな
- 小便楽園（3月2日、OFFICE K’S）共演:雨宮琴音、水嶋あい、小西友梨、小嶋ジュンナ、小桜沙樹、愛内梨花
- 秘湯に囲われた女肉奴隷（3月7日、アタッカーズ）共演:愛原エレナ、有沢りさ
- 僕の数少ない友達（3月23日、TMA）共演:みづなれい
- 競泳水着立ちオナニー（4月1日、Fetishist/妄想族）共演:そらのゆめ 仁科百華 椎名ひかる 高島恭子 友田彩也香 横山みれい みづなれい（みずなれい） 森ななこ つぼみ 眞木あずさ 桐谷ユリア 愛原さえ 椿アリス 吉井みな 一ノ瀬ルカ 沙月由奈 南ちえり 果山ゆら 葛城まや さとう遥希 坂野由梨 小川菜乃
- 女子校生オマンコおっぴろげコレクション 4（6月15日、OFFICE K’S）共演:ひな、小西友梨、つくし、雨宮琴音、朝日りか、羽田美月、宮下つかさ、羽鳥みか、他16名
- 真冬の小夏（6月22日、セブン）
- スク水H 43（7月6日、クリスタル映像）
- ノーパンベースボール・クラシック＆おっぱいサッカー なめしこイレブン W延長戦スペシャル（7月7日、プレミアム）共演:成瀬心美、RUMIKA、つぼみ、横山みれい、妃乃ひかり、水城奈緒、星優乃、鷹宮りょう、愛あいり、茉莉花、松すみれ、泉麻那、大堀香奈、姫村ナミ、来栖あさみ、北川瞳、上条めぐ
- 熟女の濃厚授乳手コキ（7月20日、映天）共演:白鳥寿美礼、杏美月、結城みさ、藤下梨花、愛乃、島谷愛、山本美和子、南レイ
- 夢のハードプレイソープへようこそ!!（8月1日、MOODYZ）共演:仁科百華、前田優希、長澤あずさ
- 四年二組のパイパン乱交（8月24日、I.B.WORKS）共演:平子知歌、星井あい
- 静寂な図書館で感じすぎて声を押し殺すウブ娘（9月1日、プレステージ）共演:月丘雅、南ちえり、姫咲るい
- 裏口入学の為にカラダを差し出す母の情事に興奮した娘が、我慢出来ずに指で慰めていたので襲ってやった（9月11日、プレステージ）共演:月丘雅、田中菜留美、菊地遥奈
- 谷間湿度数200％… 真夏のムレムレ巨乳ビキニバス（9月20日、ディープス）共演:松すみれ、綾瀬みなみ、橘なお
- 高級メンズエステで勃起チンポに興奮しちゃったお姉さんのグラインド騎乗位（10月19日、OFFICE K’S）共演:ひな、市原さとみ、野々原まゆ
- JK足コキ 1（10月19日、OFFICE K’S）共演:愛葉みう、天川ひとみ、市原さとみ、早瀬ありす
- 美尻ディルドオナニー Vol.4（12月7日、OFFICE K’S）共演:松下ひかり、一ノ瀬アメリ、木村つな、青空小夏、Maika
- 指でズボズボ!オマンコどUPオナニー（12月13日、ワンズファクトリー）共演:一ノ瀬アメリ、愛葉みう、小嶋ジュンナ、堀内かえで、野々原まゆ、大槻ひびき、一ノ瀬ルカ、市原さとみ、遥みらい、天川ひとみ
- ハメ潮!イキ潮!飲み潮!乱交エッチ! 3（12月20日、SODクリエイト）つぼみ、大槻ひびき、松下ひかり、朝倉ことみ、水澤まお

2013年
- 「私は絶対大丈夫!」と、媚薬を全く信じていない媚薬初体験の人気AV女優 琥珀うた・愛内希・青空小夏・松下ひかり・椿すずに、即効性の超強力媚薬を飲ませてラッシュ時の満員バスに乗せたら、ちょっと肩が触れるだけでも感じまくり〜（1月10日、アパッチ）共演：琥珀うた、愛内希、椿すず、松下ひかり
- 冬場なのに薄着で、人目を憚らず巨乳の谷間を見せている女の子は…（3月12日、プレステージ）
- 薄髪の加齢臭かおる中年男に 女子校生の弱みを握って（3月25日、サイドビー）他出演：有村千佳、鈴木ミント
- 近親相姦 ○い娘にレズ調教するママ母 4（3月25日、ジャネス）共演：初芽里奈
- 姉と妹の異常性欲！ 美熟女近親レズビアン 2（4月25日、ジャネス）共演：早瀬和香
- 近親相姦 淫乱介護 4 〜義母と息子と舅の狂った関係〜（4月26日、なでしこ）
- やめて…そんな事しないで…息子たちに犯される義母 3（5月24日、なでしこ）

2014年
- 僕の彼女はロリフェイスのむっちり妹系のGカップ（9月26日、I.B.WORKS）
- ママ母のエロボディにいつもチ○ポを勃起させていた俺。無理矢理オッパイを揉んだら最初は「ダメよ！」と言いながらも、俺の反り返ったチ○ポをぶち込んだとたんヒイヒイ言ってイキまくった!!（12月19日、DX）

2015年
- まだまだイケル豊満エロボディな人妻のパンティはマン汁でビショ濡れ！僕のチ●ポはギンギン勃起でガマン汁でまくり！早くオマ●コにぶち込みたい!! 「青空小夏」スペシャル4時間（1月23日、なでしこ）